# Tachytrechus theodori
Tachytrechus theodori är en tvåvingeart som beskrevs av Henk J.G. Meuffels och Patrick Grootaert 1999. Tachytrechus theodori ingår i släktet Tachytrechus och familjen styltflugor.
Artens utbredningsområde är Bolivia. Inga underarter finns listade i Catalogue of Life.